# Eugene Langenraedt
Eugene Langenraedt, född 20 juni 1907, var en friidrottare från Belgien. Han deltog vid olympiska sommarspelen 1928.